# (60000) Miminko
(60000) Miminko – planetoida z pasa głównego asteroid okrążająca Słońce w ciągu 5 lat i 190 dni w średniej odległości 3,12 j.a. Została odkryta 2 października 1999 roku w obserwatorium astronomicznym w Ondřejovie przez Lenkę Šarounovą. Nazwa planetoidy pochodzi od miminko, czeskiego słowa wyrażającego niepowtarzalny etap niewinności na początku życia ludzkiego. Przed nadaniem nazwy planetoida nosiła oznaczenie tymczasowe (60000) 1999 TZ3.